# Eudorylas hamatus
Eudorylas hamatus är en tvåvingeart som beskrevs av Skevington 2003. Eudorylas hamatus ingår i släktet Eudorylas och familjen ögonflugor. Inga underarter finns listade i Catalogue of Life.